# Robert Boudrioz
Robert Boudrioz, né le 12 février 1887 à Versailles et mort le 22 juin 1949 en son domicile dans le 13e arrondissement de Paris, est un réalisateur, scénariste, journaliste, conteur et chansonnier français. 

## Biographie
Robert Boudrioz, Robert Pierre Frédéric Boudriot de son nom complet, fils de Paul Léon Frédéric Boudriot, marchand de fourrages et Marie Eugènie Boudriot, sans profession, épouse Camille Vayssières le 27 juillet 1918 à Bergerac, en Dordogne (département).
Il écrit son premier scénario dès 1906, et devient le fournisseur de nombre de société de production françaises et étrangères, qui réalisent plusieurs centaines de films d'après ses scénarios.
Grâce à Charles Jourjon, directeur des Laboratoires Éclair, il débute dans la mise en scène en 1917 après sa réforme de guerre. Il dirige alors de nombreux films, au temps du muet tels que L'Âpre Lutte, La Distance, Un soir d'après des scénarios originaux, L'Âtre pour Pathé avec Charles Vanel, L'Épervier pour Paramount, Vivre d'après la pièce de Hans Muller, Trois jeunes filles nues ou Tempêtes, puis au temps du film parlant, Record du monde, L'Anglais tel qu'on le parle d'après la pièce de Tristan Bernard ou Vacances d'après la pièce de René Besson et Georges Fabret.

## Filmographie

### comme réalisateur
- 1916 : Français!... N'oubliez jamais!
- 1917 : L'Âpre Lutte
- 1918 : Quand Dagobert vint à Paris
- 1918 : La Distance
- 1919 : Un soir
- 1919 : Fanny Lear
- 1920 : Zon
- 1920 : Le Petit Poucet
- 1922 : Tempêtes
- 1922 : L'Âtre
- 1924 : In the Spider's Web
- 1925 : L'Épervier
- 1925 : Les Louves
- 1925 : La Chaussée des géants
- 1928 : Vivre
- 1929 : Trois jeunes filles nues
- 1930 : Record du monde
- 1930 : L'Anglais tel qu'on le parle
- 1931 : Vacances
- 1933 : Le Grillon du foyer
- 1934 : L'Homme à l'oreille cassée
- 1935 : Conscience

### comme scénariste
- 1912 : Le Mirage
- 1912 : Criminel malgré lui
- 1913 : Les Ruses de l'amour
- 1913 : Le Collier de Kali
- 1916 : La confiance règne
- 1916 : Anana secrétaire intime
- 1916 : Accusée
- 1917 : Lorsque tout est fini
- 1917 : L'Étrangère
- 1917 : La Conscience de Monsieur Cachalot
- 1917 : L'Âpre Lutte
- 1917 : Forfait-dur
- 1918 : Quand Dagobert vint à Paris
- 1918 : La Distance
- 1919 : Un soir
- 1922 : Tempêtes
- 1925 : L'Épervier